# 韦尔纳扎
韦尔纳扎（義大利語：Vernazza）是意大利西北部利古里亚大区拉斯佩齊亞省的一个市镇，是五渔村中的城镇之一。面积12平方公里，人口1001人（2007年12月31日）。
韦尔纳扎镇内不通汽车，镇边缘有一个停车场，保持了真实的意大利海滨渔村风貌。

## 主要景点

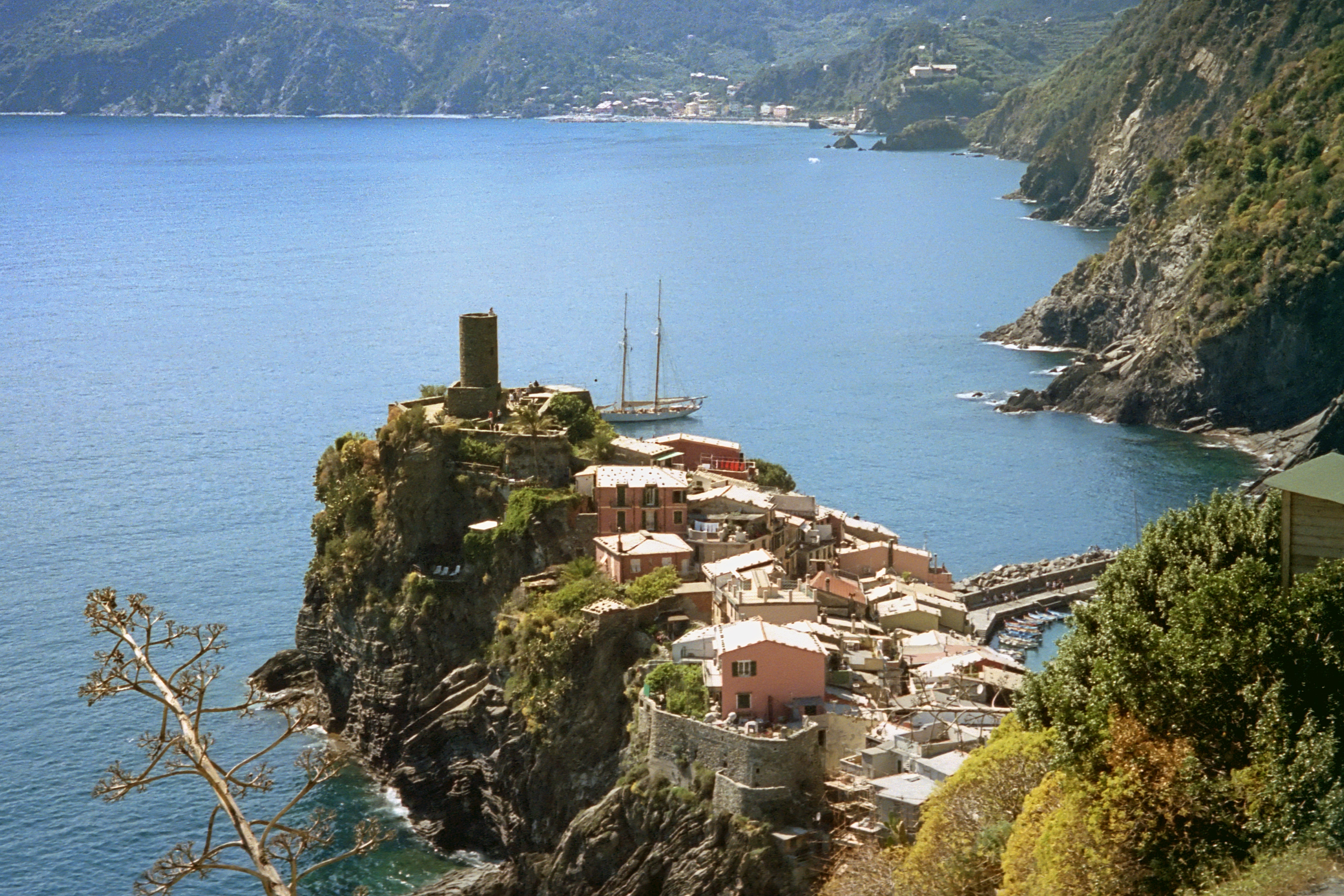
韦尔纳扎

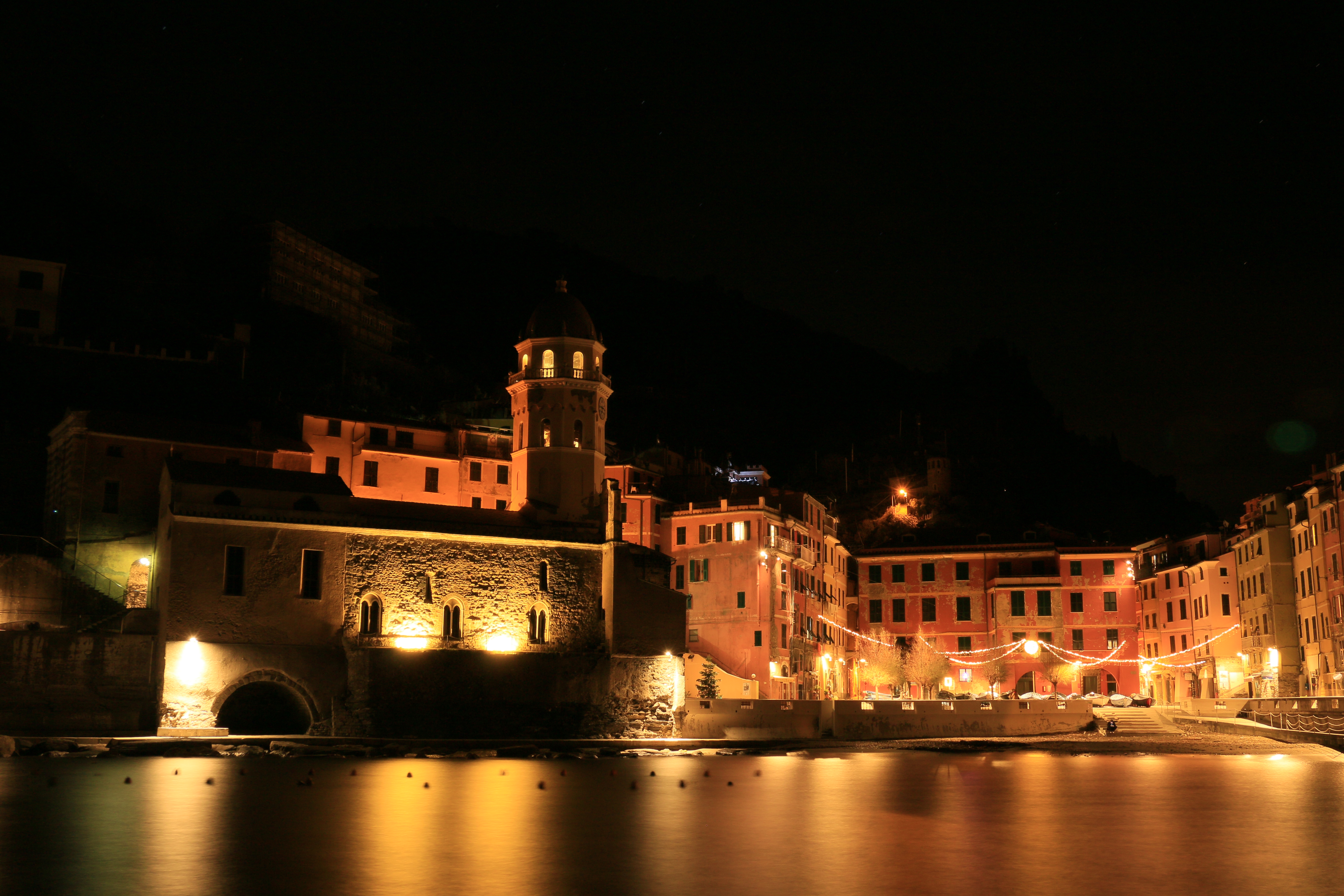
韦尔纳扎的圣玛加利大堂

- 圣玛加利大堂，始建于1318年，有一个八角形的钟楼。
- 多里亚城堡 - 建于15世纪，以防御海盗。
- 圣母朝圣地（Santuario di Nostra Signora di Reggio），位于韦尔纳扎上方约半小时陡峭的路程

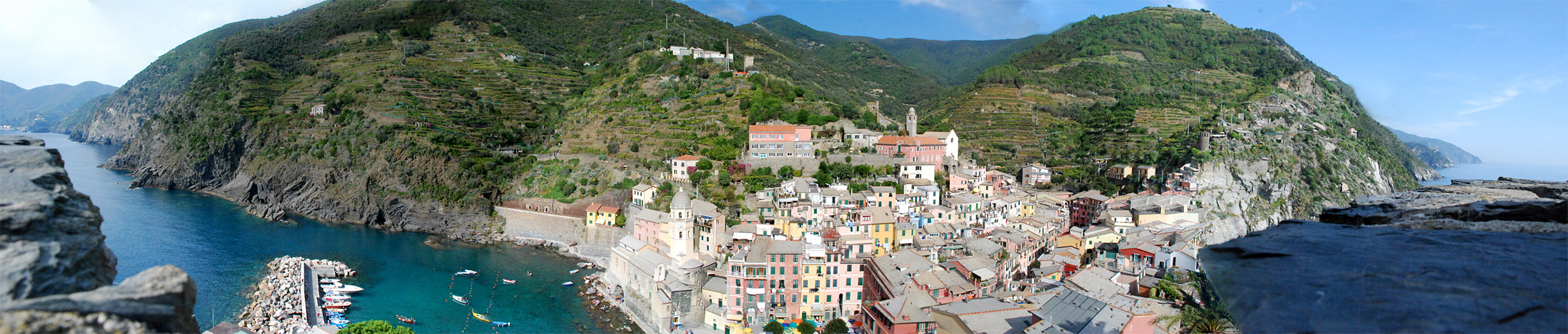
韦尔纳扎全景

- 西北侧的海滩